# 沈氏棘鱼属
沈氏棘鱼属（学名：Shenacanthus）是软骨鱼纲的一属。本属由朱幼安、李强、阿尔伯格、朱敏等人由2022年设立。

## 下属物种
本属包括以下物种：
- 蠕纹沈氏棘鱼 Shenacanthus vermiformis Zhu, Li, Ahlberg and Zhu[2]

## 詞源
属名源自中國作家沈從文，因為化石發現地接近其著作《邊城》中的茶峒鎮。